# Warlow
Warlow ist eine Gemeinde im Landkreis Ludwigslust-Parchim in Mecklenburg-Vorpommern (Deutschland). Sie wird vom Amt Ludwigslust-Land mit Sitz in der nicht amtsangehörigen Stadt Ludwigslust verwaltet.

## Geografie und Verkehr
Die Gemeinde liegt etwa sechs Kilometer westlich von Ludwigslust am Rande der Griesen Gegend. Die Bundesstraße 5 verläuft drei Kilometer südlich von Warlow. Der nächste Anschluss zur Bundesautobahn 24 ist 14,5 Kilometer entfernt. Die nächsten Bahnhöfe befinden sich in Ludwigslust und Jasnitz.
Umgeben wird Warlow von den Nachbargemeinden Picher im Westen und Norden, Lüblow im Nordosten sowie Ludwigslust im Osten und Süden.

## Geschichte
Warlow wurde 1277 erstmals urkundlich erwähnt.

## Politik

### Gemeindevertretung und Bürgermeister
Der Gemeinderat besteht (inkl. Bürgermeister) aus 6 Mitgliedern. Die Wahl zum Gemeinderat am 9. Juni 2024 hatte bei einer Wahlbeteiligung von 79,9 % folgende Ergebnisse:
| Partei/Bewerber                                  | Prozent | Sitze |
| ------------------------------------------------ | ------- | ----- |
| Wählergruppe Freie Wählervereinigung Warlow 1994 | 100     | 6     |

Bürgermeister der Gemeinde ist Hardy Hartwich, er wurde am 9. Juni 2024 mit 91,90 % der Stimmen gewählt.

### Dienstsiegel
Die Gemeinde verfügt über kein amtlich genehmigtes Hoheitszeichen, weder Wappen noch Flagge. Als Dienstsiegel wird das kleine Landessiegel mit dem Wappenbild des Landesteils Mecklenburg geführt. Es zeigt einen hersehenden Stierkopf mit abgerissenem Halsfell und Krone und der Umschrift „• GEMEINDE WARLOW • LANDKREIS LUDWIGSLUST-PARCHIM“.

## Sehenswürdigkeiten
- Klumpmauer und Wohnhäuser aus Raseneisenstein
- Steinbackofen mit Backhaus
- Dorfgemeinschaftshaus mit Ziehbrunnen

→ Siehe auch Liste der Baudenkmale in Warlow

## Söhne von Warlow
- Richard Giese (1890–1965), Schriftsteller und Heimatdichter der Griesen Gegend, der vorwiegend auf Plattdeutsch schrieb
- Horst Giese (1931–1987), Industrie-Designer